# Угольная кислота
У́гольная кислота́ (лат. Acidum carbonicum, химическая формула — H2CO3) — слабая химическая неорганическая кислота. Образуется в малых количествах при растворении углекислого газа в воде, в том числе и углекислого газа из воздуха.
При нормальных условиях, угольная кислота неустойчива и разлагается на углекислый газ и воду. Образует ряд устойчивых неорганических и органических производных: соли (карбонаты и гидрокарбонаты), сложные эфиры, амиды, хлорангидрид (фосген) и др.

## Физические свойства
Угольная кислота существует в водных растворах в равновесии с диоксидом углерода, причём при нормальных условиях равновесие сильно сдвинуто в сторону разложения кислоты.
Молекула угольной кислоты имеет плоское строение. Центральный углеродный атом имеет sp2-гибридизацию. В гидрокарбонат- и карбонат-анионах происходит делокализация π-связи. Длина связи C—O в карбонат-ионе составляет 130 пм.
Безводная угольная кислота представляет собой бесцветные кристаллы, устойчивые при низких температурах, сублимирующиеся при температуре −30 °C, а при дальнейшем нагревании полностью разлагающиеся. Поведение чистой угольной кислоты в газовой фазе исследовано в 2011 г. австрийскими химиками.

## Химические свойства

### Равновесие в водных растворах и кислотность
Угольная кислота существует в водных растворах в состоянии равновесия с гидратом диоксида углерода:
{\displaystyle {\mathsf {CO_{2}\cdot H_{2}O_{(p)}\rightleftarrows H_{2}CO_{3(p)}}}}, константа равновесия при 25 °C {\displaystyle K_{p}={\frac {\mathsf {[H_{2}CO_{3}]}}{\mathsf {[CO_{2}\cdot H_{2}O]}}}=1{,}70\cdot 10^{-3}}
Скорость прямой реакции 0,039 с−1, обратной — 23 с−1.
В свою очередь растворённый гидрат диоксида углерода находится в равновесии с газообразным диоксидом углерода:
{\displaystyle {\mathsf {CO_{2}\cdot H_{2}O_{(p)}\rightleftarrows CO_{2}\uparrow +\ H_{2}O}}}
Данное равновесие при повышении температуры сдвигается вправо, а при повышении давления — влево (подробнее см. Абсорбция газов).
Угольная кислота подвергается обратимому гидролизу, создавая при этом кислую среду:
{\displaystyle {\mathsf {H_{2}CO_{3}+\ H_{2}O\rightleftarrows HCO_{3}^{-}+\ H_{3}O^{+}}}}, константа кислотности при 25 °C {\displaystyle K_{a1}={\frac {\mathsf {[HCO_{3}^{-}]\cdot [H_{3}O^{+}]}}{\mathsf {[H_{2}CO_{3}]}}}=2{,}5\cdot 10^{-4}}
Однако, для практических расчётов чаще используют кажущуюся константу кислотности, учитывающую равновесие угольной кислоты с гидратом диоксида углерода:
{\displaystyle K_{a}'={\frac {\mathsf {[HCO_{3}^{-}]\cdot [H_{3}O^{+}]}}{\mathsf {[CO_{2}\cdot H_{2}O]}}}=4{,}27\cdot 10^{-7}}
Гидрокарбонат-ион подвергается дальнейшему гидролизу по реакции
{\displaystyle {\mathsf {HCO_{3}^{-}+\ H_{2}O\rightleftarrows CO_{3}^{2-}+\ H_{3}O^{+}}}}, константа кислотности при 25 °C {\displaystyle K_{a2}={\frac {\mathsf {[CO_{3}^{2-}]\cdot [H_{3}O^{+}]}}{\mathsf {[HCO_{3}^{-}]}}}=4{,}68\cdot 10^{-11}}
Таким образом, в растворах, содержащих угольную кислоту, создается сложная равновесная система, которую можно изобразить в общем виде следующим образом:
{\displaystyle {\mathsf {CO_{2}{\stackrel {H_{2}O}{\rightleftarrows }}CO_{2}\cdot H_{2}O\rightleftarrows H_{2}CO_{3}{\stackrel {-H^{+}}{\rightleftarrows }}HCO_{3}^{-}{\stackrel {-H^{+}}{\rightleftarrows }}CO_{3}^{2-}(*)}}}
Значение водородного показателя pH в такой системе, соответствующего насыщенному раствору диоксида углерода в воде при 25 °C и давлении 760 мм рт. ст., можно рассчитать по формуле:
{\displaystyle {\mathsf {pH=-lg\left({\frac {-K_{a}'+{\sqrt {(K_{a}')^{2}+4K_{a}'C_{0}}}}{2}}\right)=3{,}9}}}, где C₀ = 0,034 моль/л — растворимость CO2 в воде при указанных условиях.

### Разложение
При повышении температуры раствора и/или понижении парциального давления диоксида углерода равновесие смещается в сторону разложения угольной кислоты на воду и диоксид углерода. При кипении раствора угольная кислота разлагается полностью:
{\displaystyle {\mathsf {H_{2}CO_{3}\longrightarrow H_{2}O+CO_{2}\uparrow }}}

### Взаимодействие с основаниями и солями
Угольная кислота вступает в реакции нейтрализации с растворами оснований, образуя средние и кислые соли — карбонаты и гидрокарбонаты соответственно:
{\displaystyle {\mathsf {H_{2}CO_{3}+2NaOH}}}(конц.){\displaystyle {\mathsf {\longrightarrow Na_{2}CO_{3}+2H_{2}O}}}
{\displaystyle {\mathsf {H_{2}CO_{3}+NaOH}}}(разб.){\displaystyle {\mathsf {\longrightarrow NaHCO_{3}+H_{2}O}}}
{\displaystyle {\mathsf {H_{2}CO_{3}+\ Ca(OH)_{2}\longrightarrow CaCO_{3}\downarrow +\ 2H_{2}O}}}
{\displaystyle {\mathsf {H_{2}CO_{3}+\ NH_{3}\cdot H_{2}O\longrightarrow NH_{4}HCO_{3}+H_{2}O}}}
При взаимодействии угольной кислоты с карбонатами образуются гидрокарбонаты:
{\displaystyle {\mathsf {H_{2}CO_{3}+Na_{2}CO_{3}\longrightarrow 2NaHCO_{3}}}}
{\displaystyle {\mathsf {H_{2}CO_{3}+\ CaCO_{3}\longrightarrow Ca(HCO_{3})_{2}}}}

## Получение
Угольная кислота образуется при растворении в воде диоксида углерода:
{\displaystyle {\mathsf {CO_{2}+H_{2}O\rightleftarrows CO_{2}\cdot H_{2}O\rightleftarrows H_{2}CO_{3}}}}
Содержание угольной кислоты в растворе увеличивается при понижении температуры раствора и увеличении давления углекислого газа.
Также угольная кислота образуется при взаимодействии её солей (карбонатов и гидрокарбонатов) с более сильной кислотой. При этом бо́льшая часть образовавшейся угольной кислоты, как правило, разлагается на воду и диоксид углерода:
{\displaystyle {\mathsf {Na_{2}CO_{3}+2HCl\longrightarrow 2NaCl+H_{2}CO_{3}}}}
{\displaystyle {\mathsf {H_{2}CO_{3}\rightarrow H_{2}O+CO_{2}\uparrow }}}

## Применение
Угольная кислота всегда присутствует в водных растворах углекислого газа (см. «Газированная вода»).
В биохимии используется свойство равновесной системы изменять давление газа пропорционально изменению содержания ионов оксония (кислотности) при постоянной температуре. Это позволяет регистрировать в реальном времени ход ферментативных реакций, протекающих с изменением pH раствора.
Также применяется для производства хладагента, солнечных генераторов и морозильников.
При H-катионировании (при использовании катионита в H-форме при обессоливании) воды pH снижается ввиду повышения концентрации ионов водорода, а карбонат- и гидрокарбонат-ионы разлагаются с выделением углекислого газа, после чего углекислый газ из обрабатываемой воды удаляется в декарбонизаторе.

## Органические производные
Угольную кислоту формально можно рассматривать как карбоновую кислоту с гидроксильной группой вместо углеводородного остатка. В этом качестве она может образовывать все производные, характерные для карбоновых кислот.
Некоторые представители подобных соединений перечислены в таблице.
| Класс соединений | Пример соединения    |
| ---------------- | -------------------- |
| Сложные эфиры    | поликарбонаты        |
| Хлорангидриды    | фосген               |
| Амиды            | мочевина             |
| Нитрилы          | циановая кислота     |
| Ангидриды        | пироугольная кислота |